# Национални интерес
Национални интерес или старији назив - државни разлог (фр. raison d' état) представља посебно поље проучавања политичке теорије. Савремени аутори национални интерес одређују као све оно што држава жели да постигне или сачува с обзиром на друге државе. Национални интереси постављају се као сталне црте спољне политике једне државе, односно нешто што стоји изван било каквих унутрашњих политичких слагања или неслагања. Као главни национални интереси којима тежи свака држава истичу се: очување мира, реализација пуне националне безбедности и стални развој државе.

## Класичне теорије

### Макијавели
Николо Макијавели је сматрао да је политика сфера друштва, која је у потпуности ослобођена морала и која је усмерена на освајање политичке моћи и власти, као и на одржавање истих. Политика, дакле, омогућава појединцу или некој групи да дођу на власт у друштву и да у складу са својим потребама или потребама становништва, управљају том државом. Постоје два облика политичког поретка, а то су република и монархија, који се међусобно разликују по многим карактеристикама, мада им је заједничка тежња за освајањем и одржавањем власти. Два средишња проблема Макијавелијеве теорије су политичка моћ и проналажење социјалних елемената који уједињују друштво. Стога, Макијавели сматра да је потребно испунити неколико услова да би једна власт била стабилна и јака. Ти услови су: власт се мора ослањати на силу и сила се мора примењивати кад год је нужно; морају се пронаћи елементи који ће ујединити друштво, а то су заједнички интереси или проблеми; владар увек мора одлучно да делује и потребно је постојање јаке националне армије.

### Боден
Жан Боден је у својој теорији проучавао однос између друштва и суверенитета. Сматрао је да је држава заједница великог броја породица, која је опремљена суверенитетом. Уколико нема суверенитета и јавне власти, држава се ни по чему не разликује од других људских заједница. Суверенитет је највиша моћ у друштву, која је, у ствари, моћ наређивања и моћ да се доносе закони. Суверенитет се темељи на уговору међу појединцима, приликом којег се суверенитет преноси на владара. Суверенитет и моћ владара су неограничени и он има право да доноси законе којима се уређује заједница и који имају предност у односу на обичаје и традицију, тј. могу их укинути. Боден је суверенитет владара ограничио природним правима и моралним поретком, који не смеју бити угрожени ни на који начин. Оно што је изван суверенитета су религија, морал и приватна својина. Боден није говорио о начинима успостављања поретка, мада је сматрао да сваки поредак настаје силом.

### Хобс
Томас Хобс је у свом делу „Левијатан“ систематизовао теорију која се бавила основним принципима на којима се темељи политички поредак. Хобса и теорију државног разлога повезује појам суверенитета и друштвеног уговора. Наиме, Хобс је сматрао да је суверенитет, који је у поседу власти, највиша моћ у друштву, моћ која омогућава доношење закона и уређења заједнице. Суверена моћ настаје добровољном сагласношћу појединаца да се подвргну власти једног човека или скупштине људи зарад заштите своје имовине и својих интереса. Међутим, постоји ситуација када се појединац може успротивити сувереној моћи владара, а то је право на отпор када је угрожен живот тог појединца неком владаревом одлуком. Хобс је у политичку теорију увео две новине. Он је ретематизовао класичну теорију о односу права и дужности, јер је сматрао да у основи друштва морају стајати природна права, која не производе никакве дужности, и друго, ретематизовао је схватање о односу појединца и друштва. Претпостављао је да између појединца и друштва нема додира, те да је појединац настао пре друштва.

## Савремене теорије

### Рејмон Арон, Ханс Моргентау
Уочавају се две основне разлике у савременим схватањима националног интереса: а) аутори који сматрају да национални интерес објективно не постоји, веће је то оно што држава, тј. „доносилац одлукка одлучи да јесте“ (социјални конструктивисти); б) аутори који сматрају да је он дат и трајан, те да постоји без обзира да ли га креатори политике и становништво увиђају или не (реалисти, геополитичари). 
Рејмон Арон, француски теоретичар међународних односа, сматрао је да национални интерес указује на дугорочне циљеве државе и подсећа грађане да су чланови једне трајније политичке заједнице. Он, као и Моргентау, уопштава национални интерес и сматра да га може на исти начин изразити за све државе. По њему, главни национални интереси свих држава су: безбедност, слава и идеја. За већину теоретичара међународних односа (реалиста), национална безбедност је „несводиво језгро националног интереса", а неки стручњаци често поистовећују концепте националног интереса и националне безбедности.

### Хенри Кисинџер
Хенри Кисинџер овако одређује појаву доктрине „државног разлога“ на примеру Француске у доба Ришељеа: 
Доктрина државног разлога подразумева да добробит државе оправдава сва средства што се користе за његово остварење; средњовековну идеју о универзалном моралу заменио је национални интерес. Носталгију за универзалном монархијом заменила је идеја о равнотежи снага која је пружала утеху да ће се тиме што свака држава следи сопствене себичне интересе, некако остварити општа безбедност и напредак.— Хенри Кисинџер, Дипломатија, Књига прва, Верзал Пресс, Београд, 1999.